# Sindicato Único Nacional de Trabajadores de la Industria de la Construcción y Similares
El Sindicato Único Nacional de Trabajadores de la Industria de la Construcción y Similares (SUNTRACS) es una de las principales fuerzas sindicales en Panamá, con 40 000 miembros y un estilo militante de lucha de clases unionismo. Es el sindicato líder dentro de la Coordinadora de Unidad Sindical (CONUSI), una de las principales federaciones sindicales de Panamá.
Liderado por Saúl Méndez, SUNTRACS ha iniciado tres huelgas generales en los últimos años y ha sido pilar del FRENADESO, la coalición nacional para evitar la privatización de la seguridad social de Panamá. Ha estado estrechamente relacionado con grupos ideológicos de izquierda y con el padre Conrado Sanjur, una figura local importante de la teología de la liberación. El sindicato hace campaña por la seguridad en el trabajo de sus miembros. Ha habido muchas muertes y lesiones en la industria de la construcción panameña debido a las condiciones de trabajo inseguras, y SUNTRACS trabaja para mejorar las condiciones y evitar más accidentes.
En 2013 el Frenadeso formó un partido político  llamado Frente Amplio por la Democracia (FAD), de tendencia izquierda, y 1/6 de los inscritos correspondieron al Suntracs. En 2014 hubo elecciones generales y Saúl Méndez fue postulado en el Congreso Constitutivo como candidato a diputado por el Parlamento Centroamericano, pero no logró concretarse la posición.
En 2014, los miembros de SUNTRACS que trabajaban en el proyecto de expansión del Canal de Panamá participaron en una huelga de dos semanas y obtuvieron un aumento salarial del 11% con respecto a su salario anterior de US$3,99 por hora.